# Metachrostis snelleni
Metachrostis snelleni là một loài bướm đêm trong họ Erebidae.